# Rada Polityczna
Rada Polityczna − rodzaj organu politycznego o charakterze parlamentarnym, który skupiał część partii politycznych (PPS, Stronnictwo Narodowe, NiD i PSL „Odłam Jedności Narodowej”) emigracji polskiej, przeciwstawiających się prezydenturze Augusta Zaleskiego, działający w okresie 1949–1954 w Wielkiej Brytanii. Powołany został 4 grudnia 1949 w Londynie.
Celem Rady Politycznej było odbudowanie niezależnego państwa polskiego z granicą sprzed września 1939 roku wzdłuż linii Odra – Nysa Łużycka na zachodzie oraz Prusami Wschodnimi na północy. Rada stała na stanowisku ciągłości prawnej państwa polskiego oraz porządku prawno-konstytucyjnego z 1935 roku wraz ze zobowiązaniami tzw. umowy paryskiej z listopada 1939 roku.
Przewodniczącym Rady został Tomasz Arciszewski (PPS, wiceprzewodniczącymi Tymon Terlecki (NiD), Zygmunt Berezowski (SN), Kazimierz Bagiński (PSL „Odłam Jedności Narodowej”), sekretarzem Antoni Dargas (SN), zaś zastępcą sekretarza Wacław Zagórski (PPS).
Wydziałem Wykonawczym kierował Jerzy Zdziechowski, wiceprzewodniczącymi byli Stefan Korboński i Franciszek Białas. Członkami Wydziału Wykonawczego byli Edward Sojka (SN), Zbigniew Stypułkowski (SN), Franciszek Białas (PPS), Adam Ciołkosz (PPS) oraz  Rowmund Piłsudski (NiD) i Tadeusz Zawadzki (NiD).
W marcu 1950 roku powstało przedstawicielstwo Rady w Stanach Zjednoczonych, którego przewodniczącym wybrano Stefana Korbońskiego, zaś zastępcami Ottona Pehra z PPS i Jerzego Lerskiego z NiD.
Plan konsolidacji obozu niepodległościowego wokół Rady Politycznej opierał się na czterech postulatach:
- oparcia kierownictwa politycznego na systemie stronnictw
- wykonywania ustawy konstytucyjnej w sposób wykluczający samowolne sprawowanie władzy przez prezydenta
- wyłonienia Rady Jedności Narodowej wyposażonej w prawo kontroli rządu, złożonej z osób delegowanych przez stronnictwa oraz innych osób
- zmiany na urzędzie Prezydenta Rzeczypospolitej

Rada Polityczna, mimo amerykańskich nacisków, nie podjęła współpracy z Stanisławem Mikołajczykiem, a poprzez współpracę z ministrami spraw zagranicznych Wielkiej Brytanii, USA i Francji, oraz z Komitetem Wolnej Europy, stawała się w ocenie prezydenta Zaleskiego narzędziem uzależnienia polskiej polityki od obcych czynników. 
Po śmierci emigracyjnego premiera Tadeusza Tomaszewskiego 10 sierpnia 1950 roku prezydent August Zaleski i Rada Polityczna prowadzili bezskutecznie rozmowy mające doprowadzić do jedności emigracji. Najostrzejsze stanowisko zajmował PPS domagając się natychmiastowego ustąpienia Zaleskiego.
W listopadzie 1950 roku Dział Krajowy Rady nawiązał współpracę z wywiadem amerykańskim. Rada, na zlecenie Amerykanów, próbowała docierać do kraju i zbierać na potrzeby wywiadu amerykańskiego informacje o różnych aspektach życia w Polsce. Akcja została rozpracowana przez UB, doprowadzając do kompromitacji Rady w wyniku głośnej „Afery Bergu”.
W 1952 roku Rada potwierdzała gotowość stronnictw do pełnego zjednoczenia emigracji, wskazując jednocześnie potrzebę zmiany osoby prezydenta. Konflikt spowodował poszukiwania osoby, która doprowadziłaby do kompromisu. Misji tej podjął się mieszkający w Kanadzie gen. Kazimierz Sosnkowski. Misja zakończyła się porozumieniem z 14 marca 1954 roku, zwanym Aktem zjednoczenia narodowego, które jednak nie doprowadziło do zakończenia rozbicia emigracji, a jedynie do wyłonienia w lipcu 1954 roku nowego ośrodka politycznego, Tymczasowej Rady Jedności Narodowej i Rady Trzech.

## Skład Rady Politycznej
- Tomasz Arciszewski (PPS),
- Zygmunt Berezowski(SN),
- Franciszek Białas (PPS),
- Tadeusz Bielecki (SN),
- Wacław Bruner (PPS),
- Adam Ciołkosz (PPS),
- Lidia Ciołkoszowa (PPS),
- Wawrzyniec Czereśniewski (PPS),
- Antoni Dargas (SN),
- Władysław Folkierski (SN),
- Jan Jankowski (NiD),
- Stanisław Jordanowski (NiD),
- Władysław Kański (SN),
- gen. Tadeusz Bór-Komorowski (niezależny),
- Rowmund Piłsudski (NiD),
- Henryk Polowiec (PPS),
- Jan Radomyski (NiD),
- Marian Emil Rojek (SN),
- Adam Rudzki (NiD),
- Edward Sojka (SN),
- Stanisław Stroński (niezależny),
- Zbigniew Stypułkowski (SN),
- Wiktor Sukiennicki (niezależny),
- Artur Szewczyk (PPS),
- Tymon Terlecki (NiD),
- Wojciech Wasiutyński (SN),
- Bolesław Wierzbiański (NiD),
- Wacław Zagórski (PPS),
- Zygmunt Zaremba (PPS),
- Tadeusz Zawadzki (NiD),
- Jerzy Zdziechowski (niezależny),
- Adam Żółtowski (SN).

Zastępcy
- Karol Bortkiewicz (PPS),
- Marian Dobosz (PPS),
- Józef Garliński (NiD),
- Wincenty Jaśniewicz (PPS),
- Ludwik Krajewski (SN),
- Lucjan Krawiec (PPS),
- Edward Łabędź (PPS),
- Witold Łęgowski (SN),
- Tadeusz Nowakowski (NiD)
- Jerzy Prądzyński (NiD),
- Alfons Sergot (SN),
- Aleksander Sierz (SN),
- Wiktor Trościanko (SN),
- Wiktor Weintraub (NiD)[3].